# Stavros Zurukzoglu

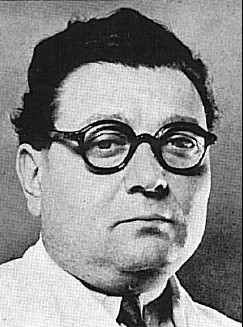
Stavros Zurukzoglu

Stavros Zurukzoglu (* 5. April 1896 in Smyrna; † 26. November 1966 in Bern) war ein griechisch-schweizerischer Arzt, der in Bern tätig war.

## Leben

### Studium
Zurukzoglu „besuchte das Griechisch-Französische Gymnasium in Smyrna. 1915 begann er mit dem Medizinstudium in Berlin. Nach einem kurzen Aufenthalt an der Universität Genf wechselte Zurukzoglu 1919 an die Universität Bern und schloss hier 1920 sein Studium ab. Anschliessend verfasste er bei Georg Sobernheim am Institut für Hygiene und Bakteriologie in Bern eine Dissertation mit dem Thema Zur Methodik der bakteriologischen Diphtheriediagnose (Promotionsdatum 23. Februar 1921). Das Jahr 1922/23 verbrachte Stavros Zurukzoglu in München, wo er zuerst unter Max von Gruber arbeitete und dessen Vorlesungen besuchte. Danach wurde er von Ignaz Kaup in die biologischen Grundlagen der Sozial- und Rassenhygiene eingeführt. München stellte zu dieser Zeit ein Zentrum der rassenhygienischen Lehre und Wissenschaft dar. Zurukzoglu lernte durch seinen Aufenthalt viele bedeutende Rassenhygieniker kennen, so auch Fritz Lenz. Seine Münchner Zeit wurde von mehrmonatigen Forschungsaufenthalten im Lungensanatorium Wehrawald/Schwarzwald unterbrochen. 1924/25 hielt sich Zurukzoglu in Athen auf, wo er die volkshygienischen Probleme der Mittelmeerländer studierte und die Bewilligung zur Ausübung des Arztberufs in Griechenland erwarb. Als abschliessendes Ergebnis seiner Münchner Zeit erschien 1925 in der Reihe Grenzfragen des Nerven- und Seelenlebens im Bergmann Verlag, München, Biologische Probleme der Rassehygiene und die Kulturvölker.“

### Lehrtätigkeit
„1927 habilitiert sich Zurukzoglu mit der Arbeit Experimentelle Untersuchung über Vaccine und Herpes an der Universität Bern für das Fach Hygiene und Bakteriologie“ und wurde dort Privatdozent.
„Im Sommersemester 1928 war er Assistent bei Georg Sobernheim. Zusätzlich arbeitete er im Eidgenössischen Finanzdepartement bei der Revision der Alkoholgesetzgebung mit und wurde medizinischer Experte des Eidgenössischen Statistischen Amtes. 1932 wurde Stavros Zurukzoglu Schweizer Bürger.“
1938 wurde Zurukzoglus „Lehrauftrag für bakteriologie und Hygiene mit dem für Sozial- und Erbhygiene ergänzt“. Zurukzoglu „hielt unter anderem Vorlesungen zu folgenden Themenbereichen“:
- Erbgesundheitspflege,
- Kriminalbiologie,
- Wohnungshygiene,
- Wohnungspolitik,
- Genussmittel und Genusssüchte,
- Bevölkerungsprobem in der Schweiz,
- Grundzüge der Sozialhygiene,
- Gewerbehygiene,
- Internationale Hygiene,
- Psychische Hygiene,
- Lehre von den Blutgruppen.[2]

Neben seiner Lehrtätigkeit
- „nahm er 1938 und 1949 als Schweizer Delegierter an Konferenzen zur Revision der internationalen Nomenklatur der Todesursachen teil“,
- arbeitete er „als wissenschaftlicher Mitarbeiter der Eidgenössischen Alkoholverwaltung“,
- leitete er „eine Bildungsstätte für soziale Arbeit“,
- gründete er „die Internationale Akademie für Geisteskultur“,
- „war er in diversen Kommissionen zur Behandlung der Alkoholfrage beschäftigt und verfasste dazu viele wissenschaftliche Arbeiten“.[2]

1950 stand er kurz in Briefkontakt mit Carl Albert Loosli.
„1951 beantragte er für sich eine ausserordentliche Professur. Das Ersuchen wurde von der Berner Medizinischen Fakultät nach längerer Evaluation 1955 abgelehnt. Hingegen wurde am 2. November 1955 der Ernennung zum Honorarprofessor auf das Sommersemester 1956 zugestimmt.“ So wurde er 1956 Honorarprofessor für Sozialhygiene und Eugenik.
Zurukzoglu war mit einer Bernerin verheiratet. „Am 26. November 1966 starb Stavros Zurukzoglu im 71. Lebensjahr in Bern.“

## Bedeutung
„Als Lebenswerk hinterliess Zurukzoglu insgesamt 82 Publikationen. Diese lassen sich in zwei Hauptgruppen unterteilen: bakteriologisch-serologische Werke und sozialhygienische eugenische Werke. Die Rassenhygiene stellt in dem breiten Schaffenskreis von Zurukzoglu nur einen Teil dar. Um seine Person und ihre Bedeutung vollumfänglich erfassen zu können, ist die Aufarbeitung weiterer Aspekte, wie der Einsatz der Alkoholprävention oder der mikrobiologischen Studien Zurukzoglus, notwendig.“
Trotzdem ist Zurukzoglu heute vor allem als Rassenhygieniker bekannt.
Zurukzoglu forschte über Eugenik, Bevölkerungslehre, Alkoholismus und Kriminalbiologie. „Schon die Titel seiner Werke bezeugen, dass sich der Dozent und Honorarprofessor an der Universität Bern vor allem für die griechische Kultur, gegen den Alkoholismus sowie zu Themenkreisen wie ‚Rassenhygiene‘ bzw. ‚Erbhygiene‘, ‚Entartung‘ und ‚Verhütung erbkranken Nachwuchses‘ äusserte, wobei er Internierung, Sterilisierung und Kastration ‚Minderwertiger‘ befürwortete.“ Er hatte einen wesentlichen Einfluss auf den Eugenikdiskurs der 1940er Jahre.
„In den Gratulationsanzeigen der Schweizerischen Medizinischen Wochenschrift zum 60. und 70. Geburtstag wird Stavros Zurukzoglu als sehr ruhiger, angenehmer und vor allem wissenschaftlich exakter Mensch beschrieben. Seine Liebe für das Detail und seine wissenschaftlichen Verdienste werden hoch gelobt.“

„Zurukzoglu ist geradezu das Schulbeispiel eines Menschen, der es versteht, Fachleute der verschiedensten geistigen Richtungen zusammenzubringen, um gemeinsam mit ihnen eine Synopsis über komplexe Lebens- und Wissenschaftsgebiete und Richtlinien für das menschliche Verhalten zu gewinnen.“

„Vor allem wurden Zurukzoglus Verdienste bezüglich der Alkoholforschung und -prophylaxe gewürdigt, so zum Beispiel sein Mitwirken bei der Kassenanerkennung des Alkoholismus als Krankheit und die Herausgabe des Handbuchs Die Alkoholfrage in der Schweiz und der zugehörigen Beihefte, Werke, welche im In- und Ausland gelobt wurden.“

## Schriften (Auswahl)

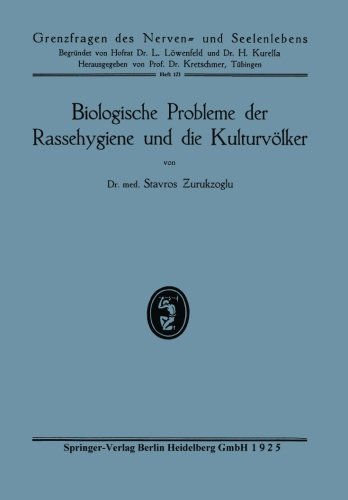
Biologische Probleme der Rassehygiene und die Kulturvölker (1925)

- Biologische Probleme der Rassehygiene und die Kulturvölker (= Grenzfragen des Nerven- und Seelenlebens. Hrsg. von Ernst Kretschmer. H. 123). München 1925 (Über dieses Werk wurde eine Dissertation verfasst).[9]
- Eine Enquete über die Geschlechtskrankheiten in der Schweiz, in: Archiv für Soziale Hygiene und Demographie 2 (1926/27) 406–408.
- Griechischer Frühling. Vorwort von Albert Malche. Schwabe, Basel 1928.
- Begriff und Aufgaben der Anormalenstatistik. Vortrag, gehalten am. 9. Mai 1931 an der 10. Hauptversammlung des Verbands Heilpädagogisches Seminar Zürich. Heilpädagogisches Seminar Zürich, Zürich 1931.
- Ehe und Hygiene. Ein Vortrag. Francke, Bern 1934.
- (Hrsg.) Die Alkoholfrage in der Schweiz. 2 Bände. Schwabe, Basel 1934–1945.
- (Hrsg.) Ludwig Binswanger, Friedrich Braun, Carl Brugger: Verhütung erbkranken Nachwuchses. Eine kritische Betrachtung und Würdigung. Schwabe, Basel 1938 (Über dieses Werk wurde eine Dissertation verfasst).[10]
- Alkohol und Krankheit. Neue Feststellungen aus einem Kantonsspital (= Beihefte zur Alkoholfrage in der Schweiz. H. 4). Schwabe, Basel 1941.
- mit Walter von Gunten: Die Ursachen der Armut. Sozialbiologische Untersuchung in der Verpflegungsanstalt Bärau. 2 Bände. 1943.
- Wesen und Notwendigkeit der Gesundheitspflege (= Hofmann-Bibliothek. 103). E. A. Hofmann, Zürich 1944.
- Die Alkoholfrage und ihre Lösung (= Beihefte zur Gesundheitspflege der Gegenwart. H. 1). Schwabe, Basel 1945
- Die Menschheit am Scheideweg. Ist ein Ausweg aus dem heutigen moralischen Chaos möglich? Gerber, Schwarzenburg 1949.
- mit Paul Nussbaum: Die Bedeutung des „Minderwertigkeitsgefühls“ für den Alkoholismus. Entstehung, Behandlung, Verhütung. Gerber, Schwarzenburg 1954.
- mit Hermann Neuhaus, Paul Bürgin, Hermann Gut: Die alkoholbedingte Kriminalität in der Schweizerischen Armee während des Aktivdienstes 1939–1945 (= Beihefte zur Alkoholfrage in der Schweiz. H. 29). Bern 1956.
- Ist Trunksucht eine Krankheit? Das Problem der Beitragspflicht der Krankenkassen für die Behandlung Trunksüchtiger im Blickfeld des Arztes. Ergebnis einer Umfrage bei Ärzten (= Beihefte zur Alkoholfrage in der Schweiz. H. 35). Schwabe, Basel 1963.
- Probleme der Erbhygiene. In: Anton Fingerle (Hrsg.): Rassenfrage heute. Hrsg. von der Gesellschaft für christlich-jüdische Zusammenarbeit München. 2., erweiterte Auflage. München 1963, S. 71–80.
- Der Alkoholismus als Krankheitsursache. Zusammenfassung und Vergleich verschiedener Erhebungen (= Beihefte zur Alkoholfrage in der Schweiz. H. 40/41). Schwabe, Basel 1965.
- Das Problem der Schädigung der Nachkommenschaft durch den Alkohol (= Beihefte zur Alkoholfrage in der Schweiz. H. 42). Schwabe, Basel 1966.

### Jubiläumsschriften
- Georg Sobernheim: Biographie Prof. Dr. med. St. Zurukzoglu zum 60. Geburtstag. In: Schweizerische Medizinische Wochenschrift. Nr. 20, 1956, S. 444.
- Paul Kielholz: Prof. Stavros Zurukzoglu zum 70. Geburtstag. In: Schweizerische Medizinische Wochenschrift. Band 96, Nr. 13, 1966, S. 513.

### Dissertationen
- Gottfried Ernst-Albert Gustav Rosenow: Der Stand der Eugenikdebatte in der Schweiz 1938. Das Werk „Verhütung erbkranken Nachwuchses“, Basel 1938. Medizinhistorische Institut der Universität Bern, Bern 1990, OCLC 79234898 (medizinische Dissertation, Universität Bern, 1990).
- Carmen Andrea Pfortmüller: Hygieniker zwischen Prophylaxe und Selektion: Stavros Zurukzoglu – Die rassenhygienischen Ansichten des späteren Professors für Hygiene an der Universität Bern, anhand des Werkes „Biologische Probleme der Rassehygiene und die Kulturvölker“, 1925. Bern 2007, OCLC 603226308 (medizinische Dissertation unter der Leitung von Urs Boschung, Universität Bern, 2007).

### Weiteres
- Sevasti Trubeta: Anthropological Discourse and Eugenics in Interwar Greece. In: Marius Turda, Paul J. Weindling (Hrsg.): Eugenics and Racial Nationalism in Central and Southeast Europe, 1900–1940. Central European University Press, Budapest 2007, ISBN 978-963-7326-77-6, S. 123–144 (eingeschränkte Vorschau in der Google-Buchsuche).